# Scampitella
Scampitella (Scampetédde in dialetto irpino) è un comune italiano di 985 abitanti della provincia di Avellino in Campania.

## Geografia fisica
Scampitella è situata in Irpinia, nei pressi del confine regionale con la Puglia. Il comune sorge a 775 m s.l.m. lungo lo spartiacque appenninico, a cavallo fra la valle dell'Ufita e il bacino del Calaggio.

## Storia
È probabile che sulle colline circostanti Scampitella sorgesse la Trivici villa citata dal celebre poeta romano Quinto Orazio Flacco nelle sue Satire.
Riportato nelle mappe moderne come "La Sgambatella", il centro fu per lunghi secoli una località o frazione di Trevico, da cui si rese autonomo soltanto nel 1948.

### Simboli
Lo stemma e il gonfalone sono stati approvati con delibera del consiglio comunale n. 185 del 3 novembre 1982 e concessi con decreto del presidente della Repubblica del 17 maggio 1983.
Il gonfalone è un drappo rettangolare troncato di azzurro e di bianco.

## Monumenti e luoghi d'interesse

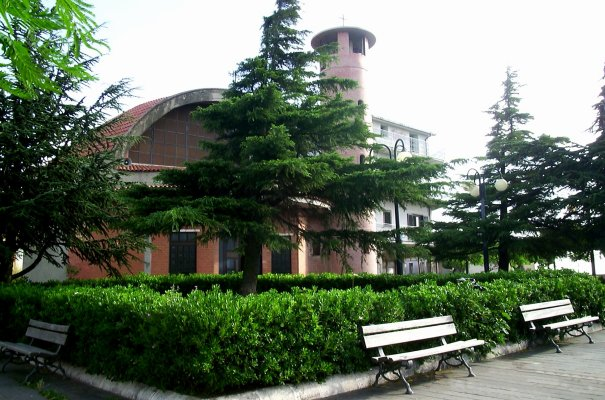
Piazza libertà

### Architetture religiose
Chiesa di Santa Maria della Consolazione.

## Società

### Evoluzione demografica
Abitanti censiti

### Lingue e dialetti
Accanto alla lingua italiana, a Scampitella si parla una varietà del dialetto irpino.

### Religione
Il comune appartiene alla diocesi di Ariano Irpino-Lacedonia.

## Infrastrutture e trasporti
Attraversata dall'ex strada statale 91 bis Irpina, Scampitella è servita dal casello autostradale di Vallata (distante circa 3 km) dell'A16 Napoli-Canosa.

## Amministrazione
| Periodo        | Periodo        | Primo cittadino           | Partito      | Carica  | Note |
| -------------- | -------------- | ------------------------- | ------------ | ------- | ---- |
| 6 giugno 1993  | 27 aprile 1997 | Riccardo Mario Piccolella | lista civica | Sindaco |      |
| 27 aprile 1997 | 28 maggio 2006 | Euplio Battagliere        | L'Ulivo      | Sindaco |      |
| 28 maggio 2006 | 4 ottobre 2021 | Antonio Consalvo          | lista civica | Sindaco |      |
| 4 ottobre 2021 | in carica      | Vincenza Cassese          | Lista civica | Sindaco |      |

### Altre informazioni amministrative
Il comune, istituito ufficialmente il 28 aprile 1948, fa parte della Comunità montana dell'Ufita.